# Closure (psychologie)
 (décembre 2024).
Si vous disposez d'ouvrages ou d'articles de référence ou si vous connaissez des sites web de qualité traitant du thème abordé ici, merci de compléter l'article en donnant les références utiles à sa vérifiabilité et en les liant à la section « Notes et références ».
Pour les articles homonymes, voir Closure et Fermeture.
La closure est une notion de psychologie populaire. Cet anglicisme, parfois traduit en français par « fermeture », fait référence à la conclusion d'un épisode ou d'une expérience traumatique dans la vie d'une personne.
Le terme est devenu populaire dans les années 1990 à travers son utilisation dans les médias.